# قائمة اللغات الهندية الأوروبية

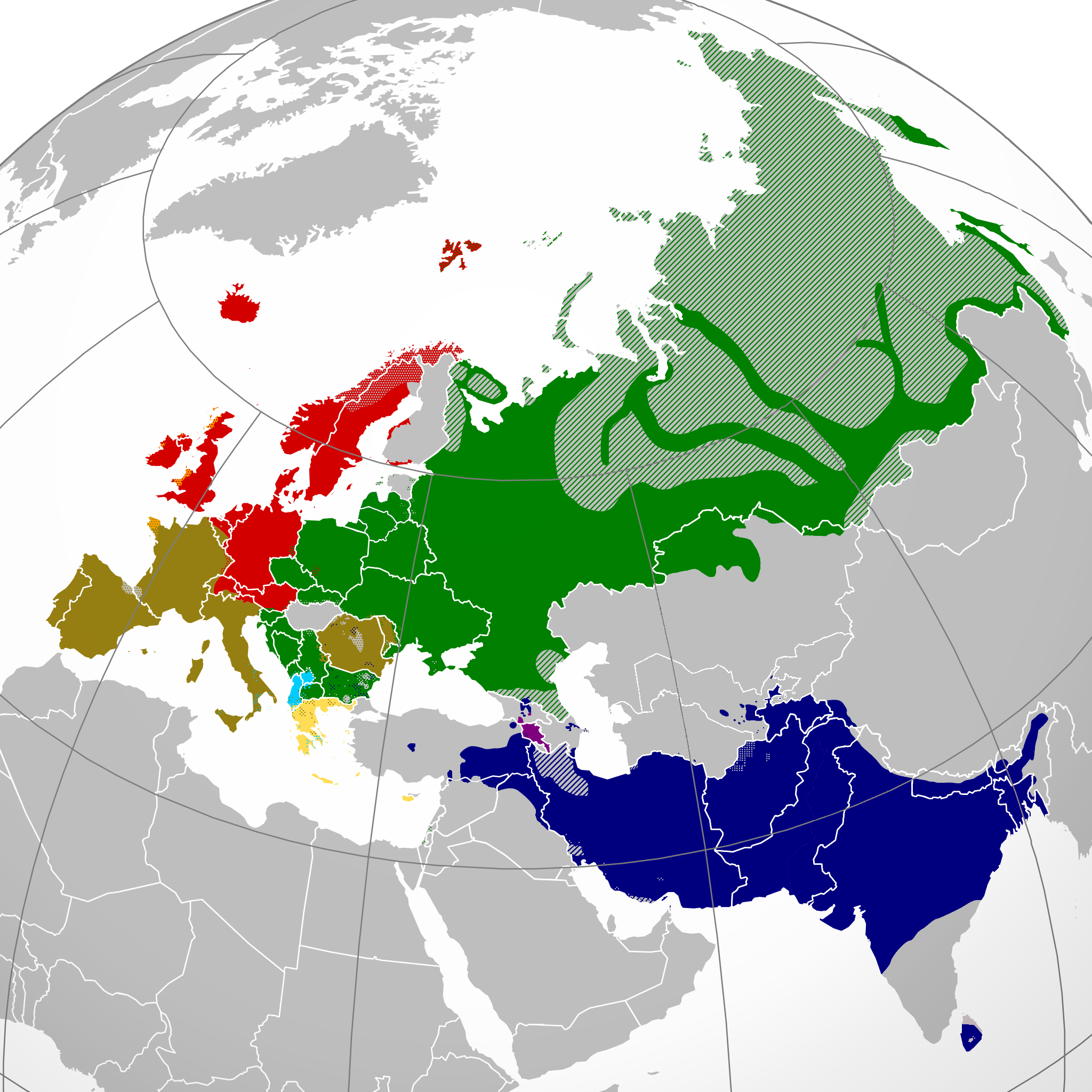
المناطق ذات أغلبية من المتحدثين باللغات الهندو أوروبية في جنوب آسيا وأوروبا:
هيللينية (يونانية)
إيطاليقية (رومنسية و غيرها)
هندية إيرانية
سلتية
جرمانية
أرمنية
سلافية
ألبانية
لغات غير هندية أروبية

اللغات الهندية الأوروبية تشمل نحو 439 لغة ولهجة (تقدير إس أي إل) يتحدث بها حوالي ثلاثة مليارات شخص بما في ذلك أسر اللغات الرئيسية في أوروبا وغرب آسيا، والتي تنتمي إلى فصيلة واحدة. تحتوي كل فصيلة فرعية في هذه القائمة على العديد من المجموعات الفرعية واللغات الفردية.

## اللغات الأناضولية
- الحيثية
- اللوية

## اللغات البلطيقية
- اللاتفية
- الليتوانية

المنقرضة:
- البروسية القديمة

## اللغات الهيلينية(اليونانية)
- اليونانية
- مجهول

## اللغات الهندية الأوروبية التي لا علاقة لها باللغات الأخرى في الأسرة
- الكيميرية، احتمال ارتباطها بالتراقية أو الإيرانية.
- الليغورية، احتمال ارتباطها بالإيطاليقية أو الكلتية.
- اللومافرنية
- الداسيانية
- التراقية
- الإليريانية
- الميسابيانية
- البايونية
- الفريجية